# Cicurina robusta
Espèce
Synonymes
- Cicurina garrina Chamberlin, 1919

Cicurina robusta est une espèce d'araignées aranéomorphes de la famille des Cicurinidae.

## Distribution
Cette espèce se rencontre aux États-Unis au Connecticut, en Pennsylvanie, au Delaware, en Illinois, en Indiana, en Ohio, au Michigan, au Wisconsin, en Iowa, en Arkansas, au Texas, au Nouveau-Mexique, au Colorado, en Utah, au Wyoming et au Montana et au Canada en Alberta, en Saskatchewan, au Manitoba, au Québec et en Nouvelle-Écosse,.

## Description

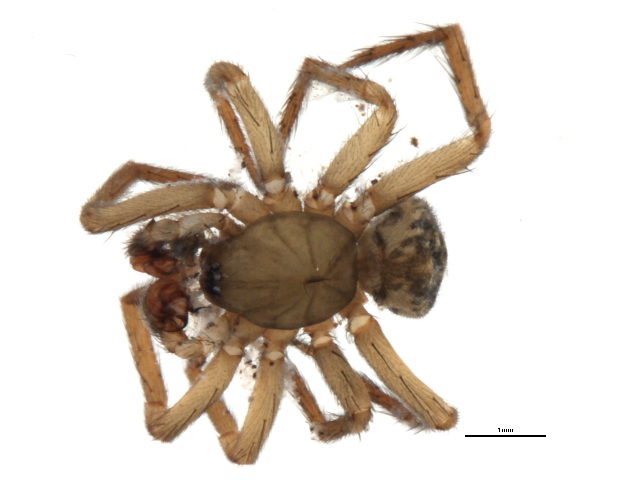
Cicurina robusta

La femelle holotype mesure 7,5 mm.
Les mâles mesurent de 5,00 à 6,70 mm et les femelles de 5,80 à 9,10 mm.

## Systématique et taxinomie
Cette espèce a été décrite par Simon en 1886.
Cicurina garrina a été placée en synonymie par Chamberlin et Ivie en 1933.

## Publication originale
- Simon, 1886 : « Descriptions de quelques espèces nouvelles de la famille des Agelenidae. » Annales de la Société entomologique de Belgique, vol. 30, p. 56-61 (texte intégral).